# スカラー粒子
スカラー粒子 (scalar boson) はスピンがゼロのボース粒子 (Boson) のこと。

## スカラー粒子の例
- アルファ粒子やパイ中間子などの複合粒子はスカラー粒子である。スカラー中間子はパリティの下での変換性からスカラー中間子（英語版）と擬スカラー中間子（英語版）に分類される。
- 素粒子物理学の標準模型における素粒子のうち、スカラー粒子はヒッグス粒子のみである。
- 仮説上の素粒子にはスカラー粒子であるものもある。インフラトンなどが該当する。
- 量子論の入門書[1]では、場の量子論のトイモデルとして、スカラーボソン場（英語版）を用いるΦ⁴-理論（英語版）を紹介している。